# 하코네 고개

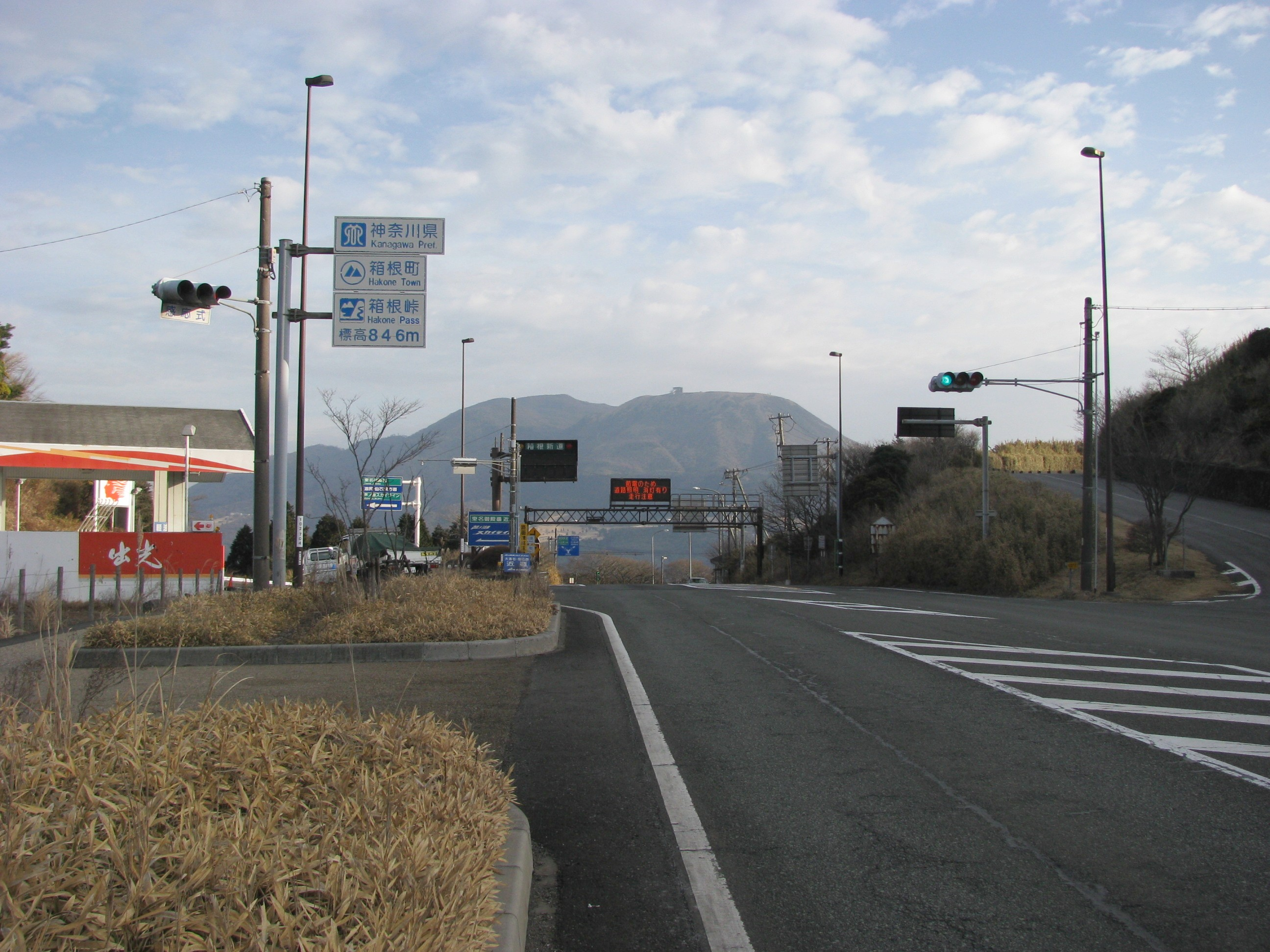

하코네 고개(일본어: 箱根峠)는 가나가와현 하코네정과 시즈오카현 간나미정의 경계에 위치한 도카이도의 고개이다. 하코네 산의 외륜산을 넘으며, 최고 높이는 846m이다.

## 같이 보기
- 하코네관